# Çò des de Jacinto
Çò des de Jacinto és una casa de Vilamòs (Vall d'Aran) inclosa a l'Inventari del Patrimoni Arquitectònic de Catalunya.

## Descripció
Segueix el desnivell del vessant, de manera que la façana principal orientada a migdia es troba en el "penalèr" inferior, i d'acord amb les obertures assoleix tres plantes sota un "humarau" aixoplugat per un "tresaigües" en aquesta banda. Les façanes amb el xamfrà escapçat mantenen la decoració, amb una sanefa entre el primer i el segon pis que en el frontís suporta tres pilastres, i al damunt dels capitells d'aquesta cornisa. La porta d'accés, obra de fàbrica, té una llinda de pedra amb la següent inscirpció: "1845//MIGUEL ARJÓ" (dins d'un motiu format per un rectangle que acaba en arcs semicirculars als extrems).

## Història
Arjo és un dels cognoms tradicionals de la Val d'Aran, especialment a Marcatosa.